# NGC 2067
 NGC 2067 là một tinh vân phản chiếu trong chòm sao Lạp Hộ. Nó được phát hiện vào năm 1876 bởi Wilhelm Tempel.  Nó là một phần của một nhóm tinh vân cũng bao gồm Messier 78, NGC 2071 và NGC 2064.